# آشیانه قدیمی فرودگاه قلعه مرغی
آشیانه قدیمی فرودگاه قلعه مرغی مربوط به دوره معاصر است و در فرودگاه قلعه‌مرغی تهران، غرب جوادیه راه‌آهن ـ خیابان قلعه مرغی واقع شده و این اثر در تاریخ ۱۲ آذر ۱۳۷۵ با شمارهٔ ثبت ۱۷۸۸ به‌عنوان یکی از آثار ملی ایران به ثبت رسیده‌است. کلمه قلعه‌مرغی در آغاز پیدایش هواپیما در ایران و پیش از باب شدن واژه فرودگاه، به عنوان محل فرود و پرواز و نگهداری هواپیما به کار می‌رفته است و از این رو، این نام روی این محل مانده است. 